# Britisch-Französischer Kolonialkonflikt während der Koalitionskriege
Der Britisch-Französische Kolonialkonflikt oder Britisch-Französischer Kolonialkrieg war ein von 1792 bis 1814 zwischen den beiden damaligen Weltmächten des Französischen Kaiserreichs und des Britischen Weltreichs des Vereinigten Königreichs und deren jeweiligen Verbündeten fast ununterbrochen geführter weltumspannender Kolonialkrieg um die weltweite Vorherrschaft.
Frankreich, das durch die Französische Revolution zwischen 1792 und 1800 fast alle seine Kolonien an andere Großmächte verloren hatte, versuchte unter Kaiser Napoleon I. nach den ersten Koalitionskriegen nicht nur auf dem europäischen Festland, sondern auch weltweit die Vormachtstellung des 1804 gegründeten Kaiserreichs zu etablieren und sein Kolonialreich wieder zu vergrößern. Großbritannien, das nach der französischen Besetzung Spaniens und Portugals die einzige nicht von Frankreich abhängige verbliebene Kolonialmacht war, versuchte dem entgegenzutreten. Den Höhepunkt des Krieges markierte das Jahr 1812. Frankreich hatte Großbritannien überholt und war zur weltweit stärksten Kolonialmacht aufgestiegen. Die Niederlage Napoleons im Russlandfeldzug 1812 markierte aber den schnellen Niedergang des Empire français und die endgültige Niederlage Frankreichs 1814.
Heute zählt dieser Kolonialkrieg zu den größten Konflikten des 19. Jahrhunderts und war Teil der Koalitionskriege in den Überseegebieten.

## Vorgeschichte
Zu Beginn war im 17. Jahrhundert für Frankreich speziell Amerika das Hauptziel der Kolonialisierung. Es beanspruchte in Nordamerika das heutige Kanada, das komplette Zentralgebiet der Vereinigten Staaten sowie einige karibische Inseln und einen Teil von Indien. Durch den Pariser Frieden am Ende des Siebenjährigen Krieges musste Frankreich den größten Teil seiner amerikanischen und indischen Besitzungen an Großbritannien abtreten; Westlouisiana hatte es zuvor bereits an das verbündete Spanien übergeben, um es nicht in britische Hände fallen zu lassen.
Durch die schwere Niederlage im Krieg und den Verlust weiterer Kolonien, wie St. Vincent und die Grenadinen 1783, erwog Frankreich, sich auf das europäische Festland zu konzentrieren. Das Land eroberte im Zuge der Französischen Revolution 1794 die Österreichischen Niederlande und besetzte 1795 im Italienfeldzug Teile Italiens. Trotz der Siege erhob Frankreich damals noch keinen Anspruch auf neue Kolonien. Diese Haltung änderte sich mit der Machtübernahme Napoleon Bonapartes 1799.

## Kriegsverlauf

### Von 1800 bis 1812

Französische Kolonien (blau) um 1800

Im Schatten der Koalitionskriege in Europa besetzte Großbritannien fast alle Niederländischen Kolonien. 1795 wurde die Kapkolonie durch die Briten besetzt, 1797 Ceylon, nachdem die Niederlande die Seeschlacht bei Camperduin verloren hatten.
Im Jahr 1800 wurde das von Frankreich besetzte Spanien von Napoleon gezwungen, seinen Anteil an Louisiana an Frankreich abzutreten (Geheimvertrag von San Ildefonso, 1. Oktober 1800). Das rund 2,1 Mio. km² große Territorium wurde aber im Louisiana Purchase 1803 für 80 Millionen Franc (15 Millionen Dollar) an die Vereinigten Staaten verkauft.
Nach dem Verkauf kam es auf Saint-Domingue zur haitianischen Revolution. Das neu entstandene Kaiserreich Haiti wurde aber zusammen mit dem faktisch immer noch spanischen Santo Domingo von der Grande Armée besetzt. Die gesamte Insel Hispaniola wurde diesmal erneut Teil des französischen Kolonialreichs. Nach der Besetzung der Insel begann Frankreich ab 1805 auch in Afrika fußzufassen. Die Grande Armée marschierte in Benin ein und nahm die Küste für Frankreich in Besitz. 1805 wurde auch offiziell Senegal in Besitz genommen. Dabei flammte der langjährige Konflikt um die britische Kolonie Gambia erneut auf. Zuvor hatten die Briten von Nigeria aus versucht Benin zu besetzen.
Um mit den Franzosen konkurrieren zu können, erweiterte Großbritannien sein Kolonialreich 1806 rasant. In Kanada begann die British Army mit der Erforschung neuer Gebiete im Landesinneren. Die Kapkolonie wurde durch die Royal Navy besetzt und annektiert. Im gleichen Jahr besetzte Frankreich Gabun. Damit die neuen französischen Kolonien nicht wieder an andere Großmächte verloren gehen würden, schloss Napoleon mit dem bis dahin neutralen Osmanischen Reich (Franko-Osmanische Allianz) und Persien (Franko-Persische Allianz) je ein militärisches und wirtschaftliches Bündnis. Britannien geriet dadurch zunehmend in die außenpolitische Isolation und wirkte wie gelähmt. Napoleon nutzte dies und ließ überraschend die Kapkolonie und Ceylon besetzen. Die Besetzungen stießen auf keinen nennenswerten Widerstand. Als Vergeltung besetzten die Briten lediglich die Insel Martinique. Das Blatt wendete sich mit dem Austritt Russlands aus der Kontinentalsperre 1810, einer Sanktion, die Großbritannien wirtschaftlich ruinieren sollte. Frankreich reagierte empört und annektierte den Satellitenstaat Holland, der zuvor als Königreich von Louis Bonaparte regiert worden war und sich sehr zum Missmut Frankreichs nicht an der Kontinentalsperre beteiligt hatte. Der Konflikt flammte dadurch erneut mit voller Härte wieder auf.

### Russlandfeldzug von 1812
Am Vorabend des Russlandfeldzugs 1812 erreichte das französische Kaiserreich seine größte Ausdehnung. Die Monarchie hatte nach der Annexion Kataloniens eine Fläche von rund 2.500.000 km² und berührte jeden Kontinent des Erdballs. Das immer noch geschwächte Großbritannien erreichte mit den Kämpfen um die Koromandelküste in Indien und Ceylon seine militärische Leistungsfähigkeit. Frankreich hingegen verfügte mit der Grandé Armee ein rund 1,5 Mio. Soldaten starkes und gut ausgerüstetes Vielvölkerheer. Kaiser Napoleon I. hatte zur Wiedererrichtung Französisch-Indiens rund 250.000 Soldaten gegen die Briten bereitgestellt.
Nach langen Vorbereitungen und der Meinung, Frankreich brauche Russland nicht mehr als Verbündeten in Europa, begann am 24. Juni 1812 der Russlandfeldzug. Der Kaiser erwartete einen schnellen Sieg, sein strategisches Ziel war es, die russischen Hauptstreitkräfte zu einer Schlacht zu stellen und möglichst früh vernichtend zu schlagen. Der Vormarsch endete durch schlechtes Wetter und Sümpfe aber im Oktober 1812. Der später folgende Rückzug aus Moskau und der Beginn des Sechsten Koalitionskriegs banden Frankreich auf das europäische Festland.

### Ende

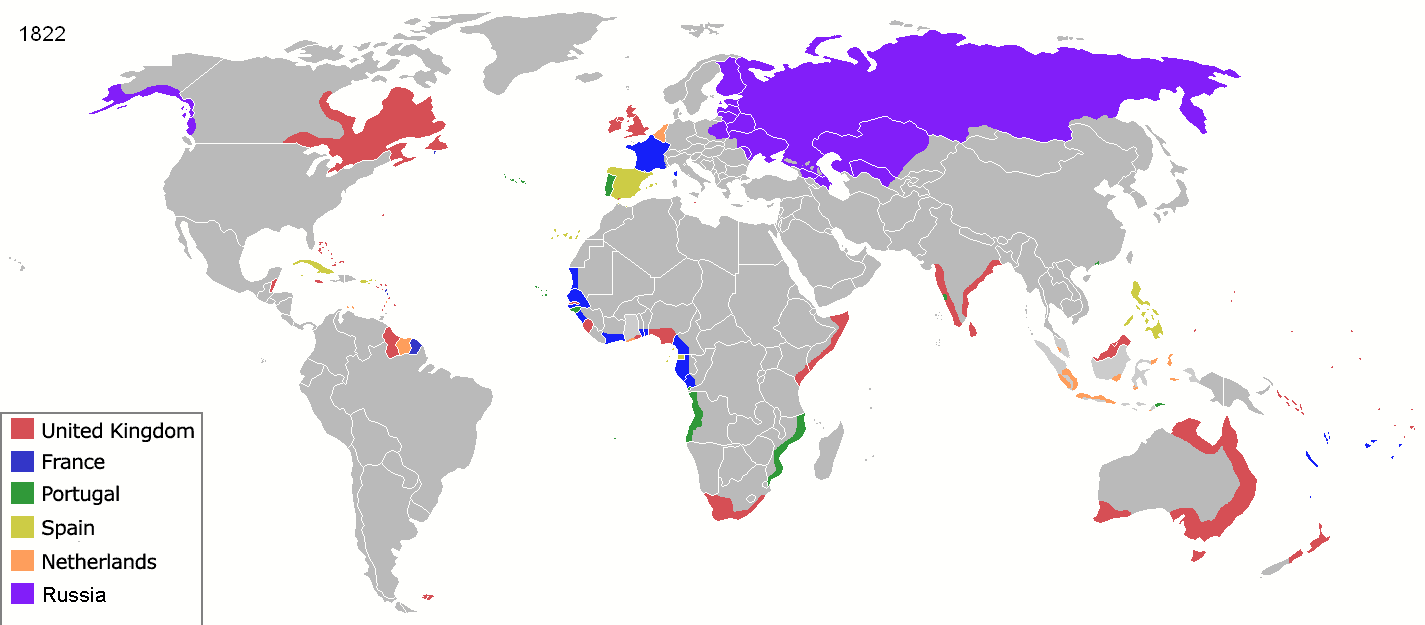
Britische Kolonien (rot) 1822

Durch den Sechsten Koalitionskrieg verlor Frankreich die Kontrolle über fast alle seine Kolonien. Die unkoordinierte Grande Armée wurde in den besetzten Kolonien von den Briten vertrieben oder gefangen genommen. Die Kapkolonie und Ceylon mussten bereits 1812 den Briten überlassen werden. Mit dem Verlust Spaniens und dem damit verbundenen Ende der Napoleonischen Kriege auf der Iberischen Halbinsel verlor Frankreich seinen letzten großen Verbündeten im Kampf in Übersee. Das befreite Spanien besetzte Hispaniola und stellte die Unabhängigkeit Haitis wieder her. Das bereits 1811 von den Briten befreite Königreich Portugal besetzte Kap Verde und nahm es wieder für sich in Besitz.
In den Jahren 1813 und 1814 gingen weitere Kolonien verloren. Frankreich verblieben vor dem Feldzug von 1814 lediglich seine afrikanischen Kolonien und Neukaledonien.
Mit der Abdankung Napoleons I. musste Frankreich gemäß den am Wiener Kongress ausgehandelten Bedingungen die Ionischen Inseln, Malta, die Seychellen, Mauritius, St. Lucia und Tobago an Großbritannien abtreten. Von Spanien erhielten die Briten Trinidad, von den befreiten Niederlanden, die ihre Kolonien kurzzeitig wieder übernahmen, Guayana und die Kapkolonie. Im Gegenzug gaben die Briten Guadeloupe, Martinique, Gorée, Französisch-Guayana und Réunion an Frankreich sowie Java und Suriname an die Niederlande zurück – Territorien, die sie während der Koalitionskriege besetzt hatten.

## Nachwirkungen

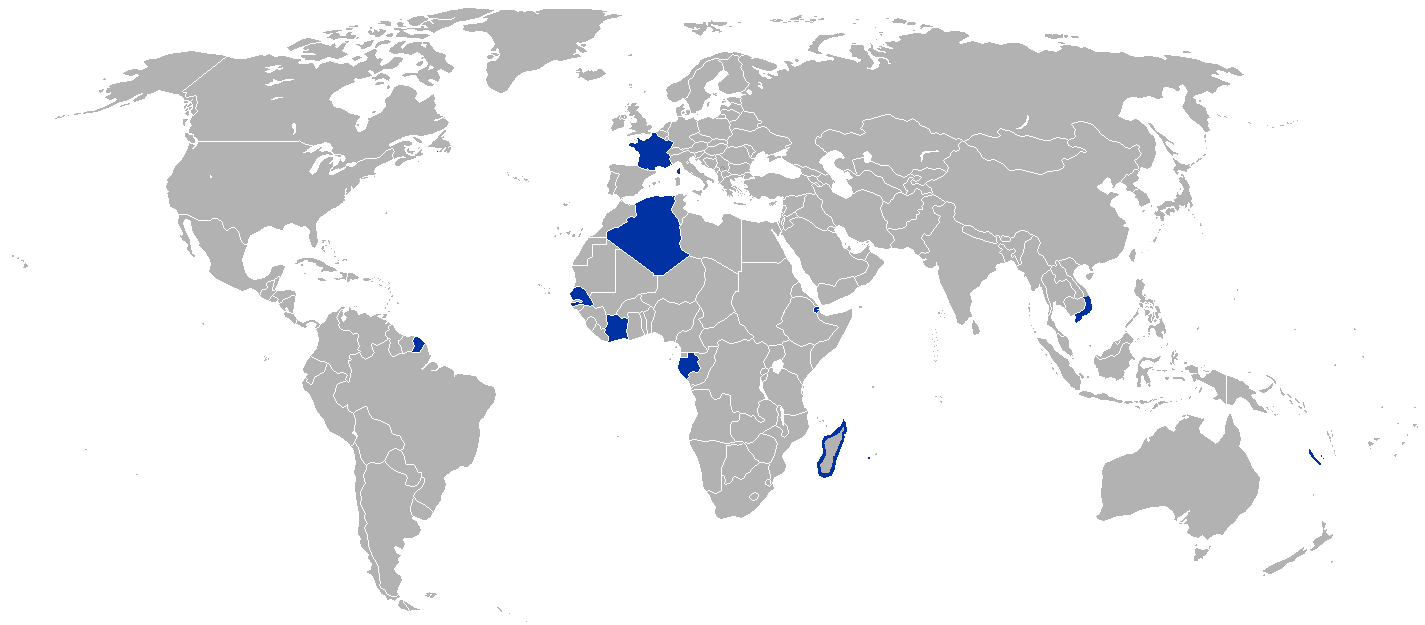
Das Zweite Kaiserreich mit Kolonialbesitz 1870

Nach dem Wiener Kongress und der endgültigen Niederlage Napoleons bestand das französische Kolonialreich 1815 lediglich aus ein paar Inseln und Exklaven in Afrika. Die Grande Armée hatte sich auf Anweisung des Wiener Kongresses 1814 weitgehend aus den afrikanischen Kolonien und Neukaledonien zurückgezogen. 1816 war das British Empire zum unangefochten stärksten Kolonialreich geworden. Die Rivalität zwischen den beiden Staaten ging aber weiter. Diese gipfelte 1898 in der Faschoda-Krise.
Beginnend mit der Eroberung Algeriens 1830 errichtete Frankreich erneut ein Kolonialreich, das im Zeitalter des Imperialismus rund ein Drittel Afrikas umfasste. Das von Napoleon III. geführte Zweite Kaiserreich konnte an Kolonien zwar das Erste Kaiserreich übertrumpfen, in Europa aber nicht an die Größe des napoleonischen Frankreichs anknüpfen.